# Takeshi Kamo
Takeshi Kamo, född 8 februari 1915 i Shizuoka prefektur, Japan, död 26 mars 2004, var en japansk fotbollsspelare.